# Allan Massie
Allan Massie (* 19. Oktober 1938 in Singapur) ist ein schottischer Schriftsteller und Journalist.

## Leben
Massie ist der Sohn eines Kautschukpflanzers, der in Malaysia als Zulieferer der Fa. Sime Darby arbeitete. Seine Schulzeit verbrachte Massie in Aberdeenshire. Er besuchte dort auf Drumtochty Castle (nahe Auchenblae) eine Privatschule und wechselte später an das Glenalmond College in Perth and Kinross. Anschließend studierte Massie Geschichte am Trinity College (University of Cambridge).
Auf Betreiben von Rab Butler wurde Massie 1982 als Mitglied in die Royal Society of Literature aufgenommen.
Derzeit (2011) lebt Allan Massie in Selkirk (Scottish Borders).

## Rezeption
Seit seinem Studium schrieb Massie regelmäßig für viele Zeitungen und Zeitschriften Großbritanniens wie The Scotsman, The Sunday Times, Daily Mail, The Daily Telegraph, Literary Review, The Independent und The New York Review of Books. Daneben entstand mit den Jahren ein literarisch eigenständiges Œuvre von Romanen und Sachbüchern.

## Werke (Auswahl)
Romane
- Ich, Augustus. Roman („Augustus“, 1986). Neuaufl. Knaur Taschenbuchverlag, München 2006, ISBN 0-370-30970-7.
- Ich, Tiberius. Roman („Tiberius“, 1988). Schneekluth Verlag, München 1991, ISBN 3-7951-1200-1.
- Caesar. Brutus erzählt. Roman („Caesar“, 1994). Goldmann, München 1996, ISBN 3-442-42558-1.
- Ich, König David. Roman („King David“, 1995). Goldmann, München 1998, ISBN 3-442-43738-5.
- Ich, Marc Anton. Roman („Antony“, 1997). Schneekluth, München 2000, ISBN 3-7951-1619-8.
- Arthur the King. A romance. Weidenfeld & Nicholson, London 2003, ISBN 0-297-81678-0.
- Caligula. A novel. Sceptre Books, London 2003, ISBN 0-340-82313-5.
- Charlemagne and Roland. A romance. Phoenix Books, London 2008, ISBN 978-0-7538-2232-6.

Sachbücher
- Colette. Penguin Books, London 1986, ISBN 0-14-008160-7 (Lives of modern women).
- Byrons Travels. Sidgwick & Jackson, London 1988, ISBN 0-283-99408-8.
- How should Health Services be financed? A patient's view. University Press, Aberdeen 1988, ISBN 0-08-036585-X.
- Glasgow. Portraits of a city. Jenkins, London 1989, ISBN 0-7126-2054-0.
- The novel today. A critical guide to the British novel, 1970–1989. Longman, London 1990, ISBN 0-582-00407-1.
- Edinburgh. Sinclair-Stevenson, London 1994, ISBN 1-85619-244-X.
- A portrait of Scottish Rugby. Polygon Books, Edinburgh 1985, ISBN 0-904919-84-6.
- The Royal Stuarts. A history of a family that shaped Britain. Cape, London 2010, ISBN 978-0-224-08064-4.

| Personendaten    | Personendaten                              |
| ---------------- | ------------------------------------------ |
| NAME             | Massie, Allan                              |
| KURZBESCHREIBUNG | schottischer Schriftsteller und Journalist |
| GEBURTSDATUM     | 19. Oktober 1938                           |
| GEBURTSORT       | Singapur                                   |